# Партія ветеранів Афганістану
Партія ветеранів Афганістану — українська політична партія.

## Попередні назви
- 9 лютого 1993—2001: Українська партія справедливості (УПС)
- 1 березня 2001—2012: Українська партія справедливості — Союз ветеранів, інвалідів, чорнобильців, афганців (УПС-СВІЧА)
- 10 квітня 2012—…: Партія ветеранів Афганістану (ПВА)[3].

## Історія
19 грудня 1992 року за сприянням Української спілки ветеранів Афганістану була утворена Українська партія справедливості (УПС), яка ставила собі за мету політичну підтримку ветеранів Війни в Афганістані. Державну реєстрацію УПС отримала 9 лютого 1993 року.
На парламентських виборах 1994 року УПС не змогла провести до Верховної Ради України жодного свого представника.
У червні 1997 року головою УПС був обраний Сергій Червонописький, Голова Комітет у справах ветеранів війни та військових конфліктів в іноземних державах при Кабінеті Міністрів України.
У парламентських виборах 1998 року УПС разом з Громадянським конгресом України брала участь як складова частина виборчого блоку партій «Трудова Україна», який до Верховної Ради не потрапив, бо при бар'єрі в 4,00% голосів виборців отримав лише 3,06%.
У березні 2001 року УПС змінила свою назву на Українська партія справедливості — Союз ветеранів, інвалідів, чорнобильців, афганців (УПС — СВІЧА).
У парламентських виборах 2002 року УПС — СВІЧА брала участь як складова частина виборчого блоку політичних партій «Єдність», виборчий список якого очолював Київський міський голова Олександр Омельченко. Блок до Верховної Ради не потрапив, бо за бар'єру в 4,00% голосів виборців отримав лише 1,09% (282.491 голосів).
22 квітня 2005 року УПС — СВІЧА, Українська спілка ветеранів Афганістану та Соціалістична партія України (СПУ) підписали угоду про стратегічне партнерство. Згідно з цим документом 1 червня 2005 року УПС — СВІЧА провела самоліквідаційний з'їзд, на якому членам партії було запропоновано вступити до лав СПУ. На парламентських виборах 2006 року Сергій Червонописький, який до кінця очолював УПС — СВІЧА, був обраний до Верховної Ради України за виборчим списком СПУ.
В кінці 2013 — на початку 2014 року ветерани Афганістану брали участь в протестах Євромайдану, але 18 лютого, щойно перед штурмом, залишили Майдан
На початку 2020 року Міністерство юстиції України подало позов щодо ліквідації партії серед 48 подібних, що не брали участь у виборах протягом 10 років.